# Instituto Lebedev de Mecânica de Precisão e Engenharia Computacional

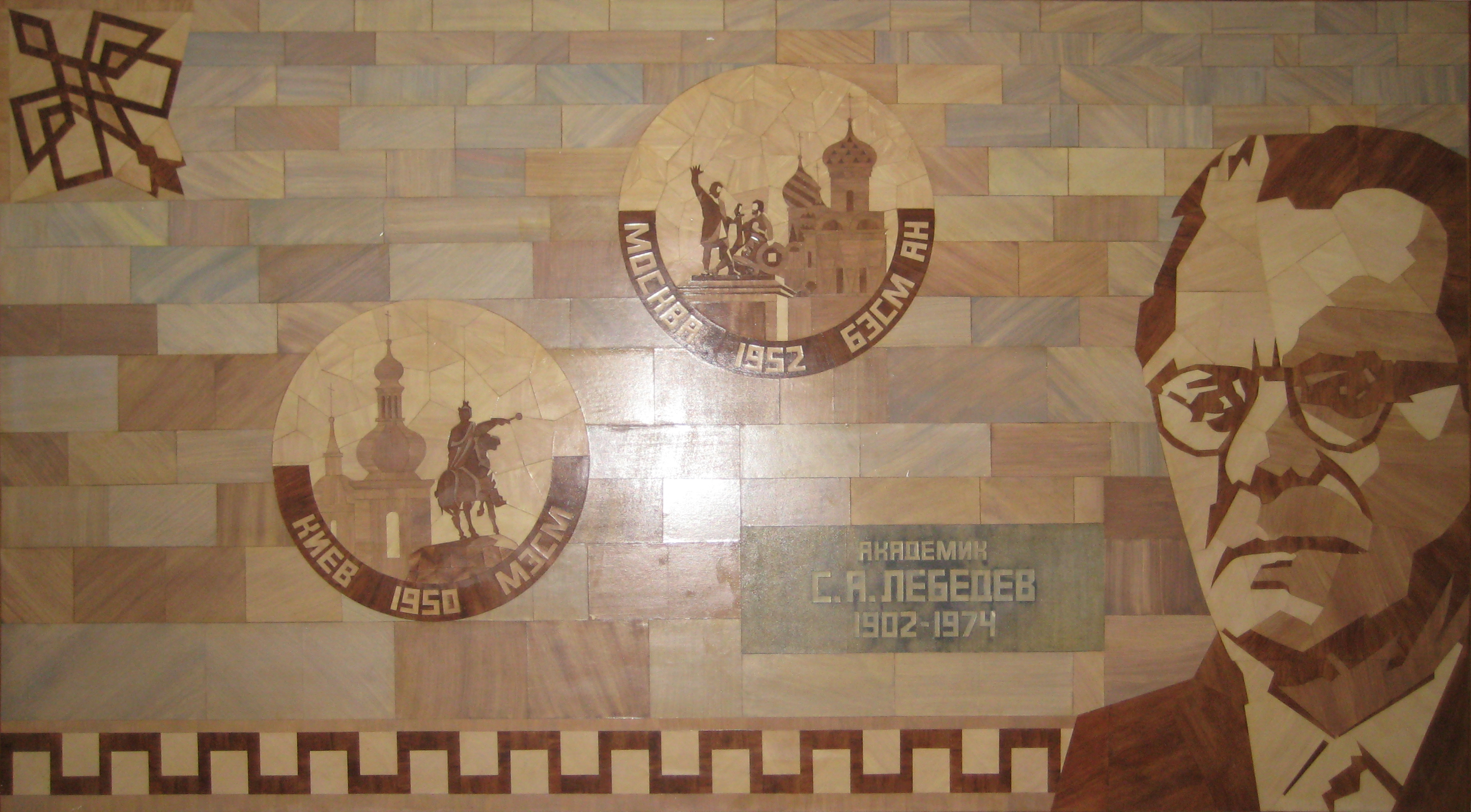
Afresco com a imagem de Lebedev no instituto

O Instituto Lebedev de Mecânica de Precisão e Engenharia Computacional é um instituto de pesquisa da Rússia, denominado em memória de Sergey Lebedev.

## Computadores desenvolvidos pelo instituto
- BESM-1
- BESM-2
- BESM-4
- BESM-6
- Elbrus-1
- Elbrus-2
- Elbrus-3

## Programas desenvolvidos
- Эль-76[1]